# Jean-Marc Trinita
 (mai 2015).
Si vous disposez d'ouvrages ou d'articles de référence ou si vous connaissez des sites web de qualité traitant du thème abordé ici, merci de compléter l'article en donnant les références utiles à sa vérifiabilité et en les liant à la section « Notes et références ».
Jean-Marc Trinita est un footballeur et entraîneur français né le 3 avril 1965 à Besançon. Il évoluait au poste de milieu de terrain.
Il a disputé 122 matchs dans le championnat de Division 2 au cours de sa carrière. 

## Biographie
Jean-Marc Trinita est né à Besançon en 1965. Il est aujourd'hui père de 3 enfants.

## Palmarès
- Championnat de France de National en 1995 avec le FC Lorient